# Všecky krásy světa

Jaroslav Seifert (dole) si prohlíží Nobelovu cenu za literaturu, kterou získal v roce 1984. Nad ním přítel Alois Volkman.

Všecky krásy světa je vzpomínková kniha básníka Jaroslava Seiferta. Prvně vyšla roku 1981 v exilovém nakladatelství '68 Publishers, v roce 1983 pak v tehdejším Československu, v oficiálním nakladatelství Československý spisovatel. Název knihy sám Seifert odvozuje z výroku Karla Teigeho ("Úkolem umění je vyzpívati závratnými obrazy a netušenými rytmy všecky krásy světa").

## Struktura
Knihu tvoří přes devadesát textů, z nichž některé byly původně psány samostatně, takže v celém textu jsou některé motivy opakovány. Celek je rozčleněn do čtyř částí: Co všecko zavál sníh (dětství, rodný Žižkov), Éós, bohyně ranních červánků (dospívání, první lásky, první okouzlení literaturou, koketerie s anarchismem a příklon k sociální demokracii), Uprostřed života (v některých vydáních Noc na uhelném trhu) a Obloha plná havranů (okupace, stáří). Třetí a čtvrtá část jsou kratší než první dvě.
Část věnovaná dětství dosti zdůrazňuje, jaká bída byla s pražskými předměstími kdysi spojená, a jak zákonitý byl příklon mladých citlivých intelektuálů té doby k levici a myšlenkám na sociální revoluci. Seifert se také věnuje zvláštní "ideové struktuře" své rodiny, kdy matka byla vášnivou katoličkou a otec přesvědčeným sociálním demokratem. Vysvětluje, jak si vzal něco z obou, matčina láska ke kostelům se přetavila v Seifertovu lásku ke staré Praze, otcova víra ho vedla k levicové umělecké avantgardě. Praze a jejímu kouzlu je věnována velká část textu (zejm. Petřín, Letohrádek královny Anny nebo starý židovský hřbitov). Pozornosti se dostává i Kralupům nad Vltavou, kde má kořeny Seifertova rodina.
Část o dospívání a zrání je pro historiky cenná popisem atmosféry rodící se české avantgardy. Seifert zdůrazňuje roli S. K. Neumanna (jehož vždy považoval za svého mentora a poetického gurua - tak trochu pro něj jsou Seifertovy první sbírky tak čistě politické a prokomunistické) a Neumannovy vily na pražských Olšanech, kde se levicoví avantgardisté scházeli. Cenná jsou také svědectví o zakládání Devětsilu.

## Styl
Seifertovy vzpomínky jsou dosti těkavé a nesoustavné (typickými jsou obraty ve vyprávění uvozené větou "Začněme však odjinud" nebo podobnou). Zachyceny jsou klíčové události i nahodilosti. Mnozí badatelé zpochybnili Seifertovu dokumentární přesnost, mnohé vzpomínky jsou lyrizovány a patrně i idealizovány (čehož důkazem jsou některé Seifertovy starší texty, kde stejné události popisuje jinak, jde zejména o fejetonovou prózu Hvězdy nad rajskou zahradou). Seifert v textu nezapírá, že je pro něj důležitější, jak se vzpomínka v jeho hlavě transformovala, spíše než přesný historizující popis ("Nejsem historik a navíc si na přesnost zvlášť nepotrpím," komentuje to sám v textu).  
Velkým tématem knihy jsou Seifertova setkání s významnými osobnostmi české kultury. Seifert se nepokouší zachytit přesně historii svého vztahu s nimi, nebo tyto osobnosti nějak komplexně popsat a hodnotit. Jsou povětšinou představeny příběhem, nebo nějakým náhodným útržkem z paměti. Zjevná je snaha příběhy vypointovat a zřejmě jsou do vyprávění zahrnuty právě ty příběhy, které takové pointování umožňují - v tomto smyslu nejde o tradiční Paměti, ale spíše o svébytný prozaický útvar. Velká pozornost je pochopitelně věnována kolegům z Devětsilu (Vítězslav Nezval, Jiří Wolker, Vladislav Vančura, František Halas, Artuš Černík, Karel Teige, Toyen). Seifert se ale věnuje i dalším spisovatelům a umělcům (Fráňa Šrámek, Josef Hora, Ivan Olbracht, Vladimír Holan, Jiří Mahen, Marie Majerová, Josef Palivec, Josef Sudek, Jan Zrzavý) a intelektuálům (Roman Jakobson, Antonín Matěj Píša, František Xaver Šalda). Již první vydání knihy obsahovalo rejstřík osob, o nichž se v knize mluví.

## Cenzurní zásahy
Z prvního českého vydání byly cenzurou vypuštěny zmínky o režimu nepohodlných autorech (mj. Milan Kundera, Jan Zahradníček, Vratislav Effenberger, Mikuláš Medek, Jaromír Hořec, František Václav Krejčí). Všechny vyřazené pasáže (celkem asi 35 stran strojopisu) byly do textu vráceny v prvním vydání po sametové revoluci v roce 1992.